# Тихонович, Феофан Васильевич
 Феофан Васильевич Тихонович  (1829—1888) — химик, профессор Императорского Харьковского университета.

## Биография
Родился в купеческой семье. В 1844 году начал учиться в 1-й Харьковской гимназии. Окончив в ней курс в 1848 году, поступил в Харьковский университет. 
После окончании университетского курса в 1852 году, он несколько лет состоял лаборантом при фармацевтической лаборатории Харьковского университета. После защиты в 1859 году магистерской диссертации на тему: «Качественный анализ полыни — абсинтин», он был назначен адъюнктом при медицинском факультете для преподавания физики и химии. 
В 1862—1864 годах по направлению министерства просвещения обучался за границей: в лаборатории Адольфа Байера в Берлине и в Гейдельберге у Эмиля Эрленмейера, Р. Бунзена, Густава Кирхгофа, Людвига Кариуса (1829—1875) и Германа Коппа (1817—1892); в университете Марбурга занимался у Кольбе; в университете Тюбингена слушал Хоппе-Зейлера и Адольфа Штреккера (1822—1871). В 1866 году после защиты диссертации на тему «Источники образования углеводов в организме животных и вне его» был удостоен степени доктора химии, а в следующем году назначен профессором по кафедре химии и физики медицинского факультета. Эту должность он занимал до 1885 года. В 1866 году он устроил в химической лаборатории особое отделение медицинской химии.